# Mujeres en la Revolución Cubana
Las mujeres en la Revolución Cubana no desempeñaron activamente una gran variedad de funciones. La participación de la mujer en la Revolución Cubana se vio espoleada por décadas de opresión y oportunidades limitadas. La revolución puso fin a ciertas formas de restricción y sexismo en Cuba.

## Mujeres cubanas antes de la revolución
Antes de la revolución, las mujeres en Cuba estaban limitadas por actitudes patriarcales tradicionales. Existía la creencia de que el papel de la mujer era permanecer en el hogar, cuidando de la casa y de los hijos. Mientras tanto, su marido sería quien realizara labores intensivas en su propiedad o se aventurara a salir en busca de trabajo. Los derechos de la mujer no eran prioritarios en el gobierno prerrevolucionario, ya que se consideraban contraproducentes para la estabilidad de la sociedad. Con la escasez de puestos de trabajo previa a la revolución, la necesidad de trabajar de los hombres se priorizaba sobre la de las mujeres. En los casos en los que las mujeres realizaban alguna labor más allá de la crianza de los hijos y las tareas domésticas, se las limitaba a trabajos menos intensivos que los de sus compañeros. Por ejemplo, en la cosecha de la caña de azúcar, las mujeres se encargaban de amontonar la caña, mientras que los hombres se encargaban de cortarla.
Las mujeres también fueron explotadas por la bulliciosa industria del sexo en Cuba antes de la revolución. La industria del sexo en la Cuba de los años 50 se basaba principalmente en la prestación de servicios sexuales por parte de mujeres negras y mestizas a hombres norteamericanos predominantemente blancos. Se basaba en una tradición de exotización de las mujeres mestizas cubanas que se originó en la obra de escritores, artistas y poetas cubanos. La proliferación de turistas estadounidenses varones en Cuba que esperaban estas experiencias exóticas con una mujer cubana fomentó el rápido desarrollo de esta industria. No existían medidas de seguridad significativas para proteger a las trabajadoras del sexo cubanas; éste fue un problema que el nuevo gobierno cubano abordó rápidamente tras la revolución.
Las mujeres cubanas a menudo se sentían intrigadas por las experiencias de los estadounidenses, especialmente de las mujeres estadounidenses. Las libertades de las que disfrutaban muchas mujeres americanas las convirtieron en la envidia e inspiración de muchas cubanas. Muchas cubanas entendían a las mujeres americanas a través de una lente filtrada, oyendo hablar de ellas a través de las historias que contaban los turistas americanos. La idea de poder disfrutar de las mismas libertades que las mujeres americanas fue una de las principales motivaciones de las cubanas para apoyar y participar en la revolución.

## Mujeres revolucionarias

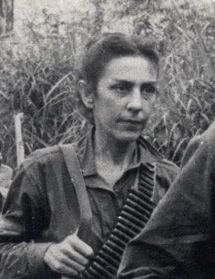
Celia Sánchez en 1958

Las mujeres participaron activamente en el movimiento revolucionario cubano, constituyendo al menos el 10-15% de los combatientes del Ejército Rebelde y ocupando varios puestos de liderazgo. En un discurso pronunciado el 1 de enero de 1959, Fidel Castro proclamó que «cuando un pueblo tiene hombres que luchan y mujeres que pueden luchar, ese pueblo es invencible».
Varias mujeres tuvieron una participación destacada en el asalto al Cuartel Moncada en julio de 1953, que dio inicio a la revolución y desencadenó la creación del Movimiento 26 de Julio. Haydée Santamaría fue una de las pocas personas que participó en todas las fases de la Revolución Cubana, desde su inicio hasta su culminación. Melba Hernández, tras ser excarcelada por su papel en el asalto, ayudó a dirigir la publicación y difusión del discurso de Castro La historia me absolverá y después luchó en el Tercer Frente Oriental.
Celia Sánchez, otra de las fundadoras del Movimiento 26 de Julio y que más tarde sirvió en el Estado Mayor del Ejército Rebelde, organizó y planificó el desembarco del Granma en noviembre de 1956 y fue responsable de organizar los refuerzos una vez que los revolucionarios desembarcaron. Asela de los Santos ayudó a dirigir programas de educación para soldados rebeldes analfabetos y niños rurales durante su estancia en el ejército revolucionario y más tarde fue nombrada Ministra de Educación.
El Pelotón Femenino Mariana Grajales se fundó en septiembre de 1958 como unidad de escolta personal de Castro después de que un grupo de mujeres liderado por Isabel Rielo le rogara que creara una unidad femenina. Teté Puebla ejerció como segunda al mando del pelotón y fue nombrada directora del Departamento de Atención a las Víctimas de Guerra tras la revolución, convirtiéndose más tarde en la primera mujer general de brigada en la historia de las Fuerzas Armadas Revolucionarias de Cuba.

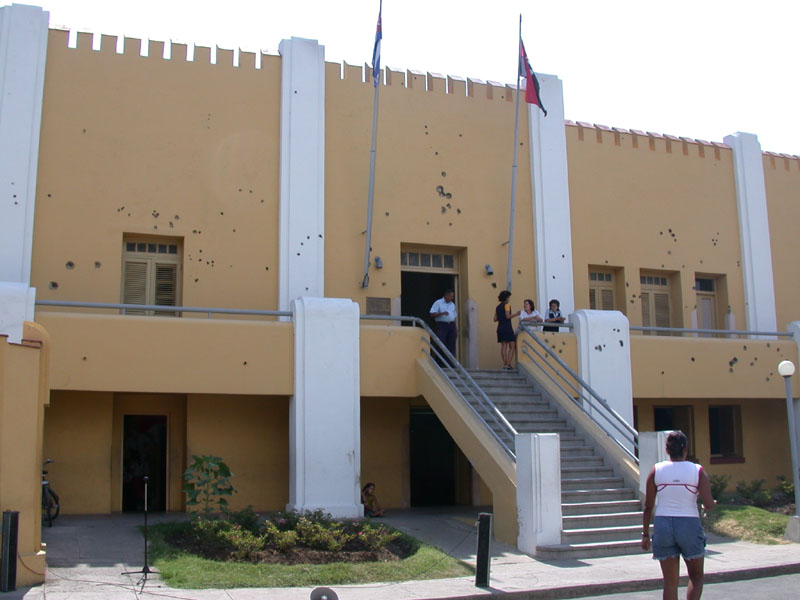
Cuartel Moncada, donde comenzó oficialmente la Revolución Cubana. Varias mujeres destacadas participaron en el asalto a este lugar.

Las mujeres también participaron activamente en los movimientos urbanos clandestinos de las ciudades, organizando protestas, distribuyendo información clandestina, contrabandeando armas, asaltando comisarías y haciendo públicas las torturas y detenciones de revolucionarios. Natalia Bolívar, que más tarde destacó por su trabajo como antropóloga, fue una de las principales organizadoras de los esfuerzos por conseguir asilo político para los revolucionarios.
Sin embargo, las mujeres seguían sufriendo discriminación en las filas de los grupos revolucionarios y a menudo se veían confinadas a funciones más tradicionales, como cocinar, reparar uniformes y curar heridas. En una de las anotaciones de su diario, el Che Guevara señalaba que una mujer soldado en su grupo «causaba cierto resentimiento entre los hombres, ya que los cubanos no estaban acostumbrados a recibir órdenes de una mujer». Linda Reif, de la City University de Nueva York, señala que "extractos de las emisiones de Radio Rebelde, la principal emisora revolucionaria, no revelan ningún intento de movilizar específicamente a las mujeres".
La representación de las contribuciones de las mujeres a la revolución también se calculó cuidadosamente y no fue tan profunda como las representaciones de las contribuciones de los hombres en la Cuba posrevolucionaria. A menudo se hablaba de mujeres significativas en Cuba, pero rara vez se mencionaban las contribuciones generales de las mujeres corrientes. Cuando se mencionaban, a menudo se subestimaban o quedaban eclipsadas por los logros y contribuciones de sus homólogos masculinos. El gobierno cubano ha comenzado recientemente a esforzarse por reconocer las historias de las mujeres cubanas que participaron en la revolución. En un momento en que muchas de ellas están envejeciendo y muriendo, esto significa que el gobierno cubano sólo tiene una pequeña ventana de oportunidad para descubrir tantas historias de estas mujeres como pueda.

## Vilma Espín
Otra revolucionaria importante fue Vilma Espín. Nació en el seno de una familia acomodada y su padre era abogado. Espín era una mujer muy culta; fue una de las primeras latinoamericanas en licenciarse en ingeniería química. A su padre le encantaba que fuera tan culta, pero no le gustaba que tuviera ideales socialistas, así que decidió enviarla a Estados Unidos para que continuara su educación en el MIT. Sin embargo, su estancia en América no hizo sino radicalizarla aún más y su odio hacia Estados Unidos creció. Poco después abandonó América y regresó a Cuba, donde se unió al movimiento 26 de Julio (también se involucró más con la oposición y con Fidel Castro). Fue muy importante para el régimen, especialmente porque era bilingüe (hablaba inglés y español), si Vilma Espín no hubiera formado parte del régimen, la revolución quizás no habría tenido tanto éxito.

## Haydée Santamaría
Haydée Santamaría fue otra importante mujer revolucionaria. Nació en el seno de una familia conservadora y vivió una infancia bastante difícil debido a la pobreza. Sólo pudo ir a la escuela hasta 6º curso, pero como valoraba la educación, repitió el 6º curso varias veces. Se hizo maestra para dejar atrás a su familia porque estaba cansada de sus valores conservadores. Pudo reunirse con su hermano, Abel Santamaría, y pronto pudo conocer a sus camaradas y a Fidel Castro. Santamaría participó en el asalto al Cuartel Moncada; era sólo una de las dos mujeres que estaban allí. Además de participar en él, suministró armas y ayudó a organizar el Movimiento 26 de Julio. Desgraciadamente, fue detenida y tanto su esposo como su hermano murieron tras el asalto al Cuartel Moncada. A pesar de sus muertes, continuó con el régimen y formó parte de las fuerzas guerrilleras dirigidas por Fidel Castro. Después de la revolución, creó una institución para educar y trabajar/aprender con disidentes latinoamericanos. Fue otra gran mujer que contribuyó al éxito de la revolución.

## Más sobre el papel de las mujeres en la Revolución y su vida después de la guerra
Las mujeres también participaron en movimientos sociales que apoyaban abiertamente la revolución y a Fidel Castro. Aunque no lucharon directamente en el frente, grupos de mujeres como la Federación de Mujeres Cubanas (FMC) participaron activamente en la revolución distribuyendo periódicos y literatura, apoyando e iniciando mítines y promoviendo las ideas de la revolución. Este grupo también ayudó a promover la sanidad, la educación y los derechos laborales (así como los derechos de la mujer). Dado que este grupo participó tanto en la revolución, formó parte del cambio (las normas de género cambiaron mucho) en Cuba tras la revolución. Las mujeres ya no eran vistas sólo como cuidadoras y esposas, sino como iguales para la mayoría. De hecho, tras la revolución, las mujeres pudieron acceder a una buena educación, a una atención sanitaria adecuada y a la oportunidad de trabajar, cosas a las que nunca habían tenido acceso en Cuba antes de la revolución. Dado que las mujeres no solían tener esas oportunidades, se crearon grupos y organizaciones de mujeres para ayudarlas a desenvolverse en estas nuevas vidas que les ha tocado vivir. Por ejemplo, se creó un grupo para ayudar a las mujeres y mejorar sus derechos en Cuba.
Aunque los derechos de la mujer no cambiaron de inmediato y sigue habiendo una lucha por los derechos de la mujer, la educación y los cambios en la mano de obra tuvieron el mayor impacto en las mujeres. Antes de la revolución, las mujeres tenían muy poco acceso a la educación más allá de la escuela primaria (Haydee Santamaría es un buen ejemplo de ello), pero después de la revolución, el gobierno hizo de la expansión de la educación un punto fundamental. Debido a esta expansión (según la UNESCO), las tasas de alfabetización de las mujeres aumentaron un 36%. Otro cambio significativo importante que fomentó la Revolución Cubana fue la mano de obra. Originalmente, las mujeres solían trabajar en empleos de bajo nivel, mal pagados y no cualificados, pero después de la revolución, la gente trabajó muy duro para cambiar esto y esto permitió un aumento del 26% de mujeres que trabajaban en empleos cualificados.
Además, la revolución trajo consigo personas que introdujeron cambios significativos en la estructura jurídica y política del país. El Código de Familia de 1975, que ayudó a reconocer que la mujer era igual a todos los miembros de su familia, y la Ley de Igualdad de Derechos y Oportunidades de 1974, que prohibió la discriminación de la mujer en el empleo y la educación (también en otros ámbitos, pero esos fueron los dos más importantes).

## Derechos de la mujer

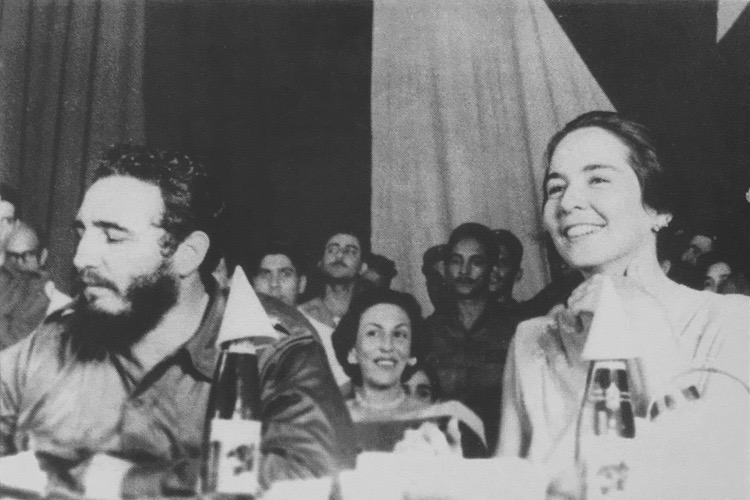
Vilma Espín y Fidel Castro en la fundación de la Federación de Mujeres Cubanas en 1960

Antes de la revolución, el papel de la mujer en Cuba encajaba con las nociones patriarcales de una nación poscolonial, en la que las mujeres debían permanecer en el culto a la domesticidad, rara vez se les permitía salir sin escolta y tenían un acceso muy limitado a las oportunidades educativas o profesionales. Algunos revolucionarios cubanos creían que los papeles sexistas impuestos a las mujeres eran el resultado directo de las influencias capitalistas. Creían que el socialismo era el camino de la mujer hacia la igualdad y la libertad; esto se plasmaba en las actitudes que impulsaban ciertos revolucionarios, como Fidel Castro. Se animaba a las mujeres cubanas a participar en la revolución para conseguir no sólo la libertad de Cuba, sino su propia libertad. Las promesas de la revolución afirmaban que la nueva Cuba vería a las mujeres como iguales a los hombres, en lugar de exigirles que estuvieran supeditadas a ellos. Con la revolución se produjo un aumento significativo de los derechos de la mujer en el país, y Castro señaló en un discurso que «cuando se juzgue nuestra revolución en los años venideros, una de las preguntas que se harán es cómo resolvieron nuestra sociedad y nuestro país los problemas de la mujer».
Tras la revolución, el gobierno cubano tomó ciertas medidas para intentar mejorar la calidad de vida de las mujeres. El nuevo gobierno cubano hizo numerosas promesas a las mujeres de que sus esfuerzos en la revolución no serían en vano; el socialismo las rescataría de las profundidades del sexismo y marcaría el comienzo de una nueva era de igualdad de oportunidades. Aunque algunos aspectos de estos esfuerzos tuvieron éxito, las mujeres seguían enfrentándose a muchos retos debido a su género. Las oportunidades laborales estaban mucho más extendidas para las mujeres que antes, pero se mantenía la expectativa de que las mujeres ayudaran en el hogar. Ahora se esperaba que las mujeres trabajaran tanto dentro como fuera del hogar. Las expectativas de contribución masculina en el hogar no cambiaron, lo que significaba que la cantidad de responsabilidad sobre los hombros de una mujer se había duplicado mientras que la de su homólogo masculino seguía siendo prácticamente la misma. A veces, las jóvenes de la casa tenían que asumir la responsabilidad de cuidar de la casa y la familia mientras su madre trabajaba. Esto significaba que, aunque existían muchas oportunidades nuevas que las jóvenes podían explorar, la responsabilidad doméstica limitaba su capacidad para experimentarlas.
El culto a la domesticidad se extendió al mundo laboral tras la revolución. En parte, esto se debió a la dificultad de animar a los cubanos adultos a ir más allá de las nociones tradicionales de género; muchas jóvenes cubanas se encontraron en desacuerdo con sus padres más tradicionales, tanto durante como después de la revolución. Los programas de guarderías para niños pequeños fueron uno de los objetivos del gobierno cubano. Aunque los esfuerzos para ampliar este programa tuvieron éxito, tuvieron un coste para las mujeres: se consideraba que las mujeres eran mucho más adecuadas para los trabajos de guardería que los hombres, lo que significaba que las mujeres a menudo se veían atrapadas en trabajos que se centraban en su género más que en su capacidad o experiencia personal. Los programas de formación para cuidadoras de niños no se hicieron realidad hasta varios años después de la revolución; hasta entonces, se daba por sentado que una mujer tenía talento natural para el cuidado de los niños como para trabajar en una guardería sin necesidad de formación.
Vilma Espín, que también había luchado con el Movimiento 26 de Julio, fundó la Federación de Mujeres Cubanas, ejerciendo como líder del grupo hasta su muerte en 2007.
En 1965 se amplió el acceso al aborto en Cuba, que dejó de estar restringido a casos extremos y debía ser practicado por médicos públicos de forma gratuita, en lugar de por facultativos privados.

Las mujeres cubanas también se vieron muy afectadas por la campaña de alfabetización lanzada por el gobierno tras la revolución. Nicola Murray, escribiendo en Feminist Review, señala que:
El 55% de los brigadistas (los escolares que iban a vivir con familias campesinas y les enseñaban a leer y escribir) eran niñas. Para estas niñas el cambio fue enorme -independientes, libres de muchas de las restricciones de su propia vida familiar- y esto también tuvo cierto impacto en el público cubano en general, ya que la campaña fue conocida y publicitada en todas partes.
Tras la Revolución Cubana de 1959, el nuevo gobierno cubano veía a las prostitutas como víctimas del capitalismo corrupto y extranjero, Hamilton, Carrie (2012), Sexual Revolutions in Cuba: Passion, Politics, and Memory, UNC Press Books, ISBN 9780807882511 y consideraba la prostitución en sí como una «enfermedad social», producto de la cultura capitalista prerrevolucionaria cubana, más que como un delito. En 1961 se prohibió el proxenetismo. La prostitución en sí siguió siendo legal, pero el gobierno, con la ayuda de la Federación de Mujeres Cubanas, intentó ponerle coto. Se establecieron clínicas médicas para exámenes de salud, junto con programas de rehabilitación para proxenetas y programas de reeducación para antiguas prostitutas. En 1961 se realizó un censo de la industria del sexo, en el que se identificaron 150.000 prostitutas y 3.000 proxenetas. Las tropas hicieron redadas en los barrios rojos de La Habana y detuvieron a cientos de mujeres, a las que fotografiaron, tomaron las huellas dactilares y exigieron que se sometieran a exámenes físicos. A las mujeres que deseaban abandonar la prostitución se les impartían cursos de formación y se les ofrecían trabajos en fábricas. El resultado fue que, oficialmente, la prostitución fue eliminada de Cuba, situación que se mantuvo durante tres décadas.
Sin embargo, a pesar de la mejora de los derechos que trajo consigo la revolución, la discriminación de la mujer y la cultura machista siguen siendo problemas importantes en Cuba.

## Mujeres de otras nacionalidades
Dickey Chapelle, fotoperiodista corresponsal de guerra estadounidense que adquirió notoriedad por su trabajo durante la Segunda Guerra Mundial, también adquirió notoriedad por su trabajo en la Revolución Cubana. John Garofolo, autor de Dickey Chapelle Under Fire: Photographs by the First American Female War Correspondent Killed in Action (Dickey Chapelle bajo el fuego: fotografías de la primera corresponsal de guerra estadounidense muerta en combate) afirma que «fue la última periodista estadounidense a la que Fidel Castro permitió tener [acceso al círculo íntimo del Ejército Rebelde] en ese momento de la revolución».

### Artículos
- "Igualdad de la mujer en Cuba: ¿Qué diferencia hace una revolución?". Minnesota Journal of Law & Inequality. 1986.

### Sitios web
- Federación de Mujeres Cubanas

- Datos: Q107980656